# Amparo Muñoz
Amparo Muñoz (ur. 22 czerwca 1954 w Vélez-Málaga, zm. 27 lutego 2011) – hiszpańska aktorka i jedyna przedstawicielka tej narodowości, która wygrała konkurs Miss Universe (w 1974). Zarazem była pierwszą i jedyną jak dotąd, która się zrzekła tego tytułu. W latach 70. XX w. była jedną z czołowych przedstawicielek świata filmu w Hiszpanii.

## Życiorys
Amparo Muñoz urodziła się 22 czerwca 1954 w Vélez-Málaga. Jej ojciec był robotnikiem, a mama gospodynią domową.
Kobieta pierwszy tytuł na konkursie piękności zdobyła podczas Miss Costa del Sol w 1973 r.. W tym samym roku została także Miss Hiszpanii. Tytuł umożliwił jej startowanie w konkursie Miss Universe, który wygrała w 1974 r. Panowanie Muñoz nie trwało jednak długo. Po pół roku zrzekła się tytułu bez podania powodu. Istnieją teorie jakoby problemy ze zdrowiem psychicznym miały mieć wpływ na rezygnację, jednak sama Muñoz oraz organizatorzy konkursu Miss Universe nie potwierdzili tego.
W drugiej połowie lat 70. rozpoczęła karierę aktorską. Zagrała w ponad 65 filmach.
Amparo Muñoz zmarła 27 lutego 2011 r., przegrywając walkę z nowotworem w wieku 56 lat.